# Kläppen, Skellefteå kommun
Kläppen är en ort söder om Skellefteå i Skellefteå socken, Skellefteå kommun i Västerbottens län. SCB har för bebyggelsen i Kläppen och västra delen av grannbyn i söder Ragvaldsträsk avgränsat en småort namnsatt till Kläppen och del av Ragvaldsträsk.